# خاکشان
خاکشان، روستایی از توابع بخش بشاریات شهرستان آبیک در استان قزوین ایران است.

## جمعیت
این روستا در دهستان بشاریات شرقی قرار دارد و براساس سرشماری مرکز آمار ایران در سال ۱۳۸۵، جمعیت آن ۷۳۷ نفر (۱۹۸خانوار) بوده‌است.

## دسترسی
از طریق جاده آبیک_کمال‌آباد| میان دو روستا اسلام‌آباد (میان پالان) و خطایان
تابلو روستا مشاهده می‌شود که بعد طی مسافت ۵ دقیقه ای جاده روستا ، به آن می‌رسیم

## آثار باستانی

### مسجد و آب انبار
مسجد ابوالفضل و آب‌انبار روستای خاکشان شهرستان آبیک با قدمتی حدود یک قرن، به اذعان مسئولان از بناهای بی‌نظیر و منحصر به فرد در کشور محسوب می‌شود.به دلیل اینکه آب‌انبار و مسجد حضرت ابوالفضل خاکشان در جوار هم ساخته شده‌اند.
مسجدی که با شیروانی و آجر و خشت‌های قدیمی و کاهگل ساخته شده و دارای پنجره‌های بسیار است
ساخت مسجد در بالای آب‌انبار در روستای خاکشان بخش بشاریات این شهرستان،آن را به بنایی منحصر به فرد در استان قزوین و بی‌نظیر در کشور تبدیل کرده است. مسجد و آب‌انبار خاکشان نیاز به بازسازی اصلی دارد و سالانه برای بازسازی و مرمت به اعتبار نیاز دارد.
معماری و آجرچینی مسجد مربوط به دوره پهلوی می‌شود و در حال حاضر مراحل ثبت مسجد و آب انبار در حال انجام بوده و حمام نیز در فاصله ۶۰۰ متری پایین‌تر از مسجد و آب انبار قرار گرفته‌است

### حمام قدیمی روستا
حمام تاریخی روستای خاکشان به دوران ناصری بازمی‌گردد و احتمالاً از حمام‌هایی است که در زمان ناصرالدین شاه ساخته شده‌است.
لازم به یادآوری است که میرزا محمد تقی خان امیرکبیر صدر اعظم ایران در دوره ناصرالدین شاه قاجار بود که دستور می‌داد در روستاها و شهرها گرمابه‌های عمومی احداث شود ، که حمام خاکشان هم احتمال اینکه یکی از این گرمابه‌هایی باشد که در دوره ناصری ساخته شده باشد، دور از ذهن نیست.
مسجد و آب انبار روستای خاکشان از بناهایی است که در دوران مختلف مرمت شده و مربوط به دوره قاجاریه است.

## امام زاده یحیی
مقبره در حاشیه روستا قرار دارد. این بنا در سال ۱۲۵۰ هـ. ق احداث شده و زمین حدود ۲۰۰۰ متر مربع بقعه را دربردارد و هر ساله در روز عاشورا میزبان اهالی چندین روستا است.